# Оуэн, Гарри
Га́рри О́уэн (англ. Gary Owen) — валлийский профессиональный игрок в снукер.

## Биография и карьера
Родился в 1929 году в городе Тамбл (Южный Уэльс). В 1944-м он выиграл Английский юниорский чемпионат, а в 1950 дошёл до финала любительского первенства Англии и только в последнем фрейме уступил своему сопернику. Затем Гарри на некоторое время перестал играть, устроившись пожарным в Бирмингеме, и возвратился лишь в начале 1960-х, когда победил на чемпионате Англии среди любителей. Это достижение позволило ему квалифицироваться на первый любительский чемпионат мира в Калькутте. Там валлиец выиграл все матчи группового этапа и завоевал титул чемпиона. Оуэну удалось повторить этот успех и в 1966 году, когда он в финале обыграл будущего чемпиона мира — Джона Спенсера. А ещё через два года он вместе со Спенсером и Рэем Риардоном перешёл в профессионалы.
Но профессиональная карьера Гарри Оуэна сложилась далеко не так удачно, как любительская. Его лучшим достижением стал финал чемпионата мира 1969 года — тогда валлиец проиграл своему старому сопернику Спенсеру со счётом 24:37. Оуэн несколько раз был также в восьмёрке лучших турнира (в 1972 и 1975), а в 1970 достиг полуфинала.
Оуэн эмигрировал в Австралию в 1971-м и стал игроком-профессионалом снукерного клуба в Сиднее. После того, как Оуэн получил новое гражданство, он представил свою новую страну на командном Кубке мира 1979 года.
Гарри умер в 1995 году в городе Брисбен.

## Достижения в карьере
- Чемпионат мира финалист — 1969
- Чемпионат мира среди любителей победитель — 1963, 1966
- Nation Breaks чемпион — 1950, 1960
- Australian Professional финалист — 1972, 1973